# ROKS (súng phun lửa)
ROKS (tiếng Nga: РОКС, Ранцевый Огнемёт Клюева — Сергеева, Rantsevyĭ Ognemët Klyueva — Sergyeeva) là loại súng phun lửa do Liên Xô sản xuất và sử dụng trong chiến tranh thế giới lần thứ hai. Nó có hai mẫu chính là ROKS-2 và ROKS-3. Mẫu ROKS-2 được thiết kế để không gây sự chú ý của đối phương nên bình nhiên liệu được thiết kế nhỏ giống như một ba lô bình thường còn ROKS-3 thì giống như các loại súng phun lửa khác với bình nhiên liệu lớn. Bình nitơ được gắn vào để tạo lồng khí đẩy luồng lửa ra xa. ROKS hữu dụng khi chiến đấu tầm gần. Loại súng này được phát triển để trang bị cho lực lượng binh chủng hóa học vào những năm 1930 và sau đó đã được thay bằng súng phun lửa LPO-50 vào những năm 1950.